# Удача винодела (фильм)
«Удача винодела» (англ. The Vintner’s Luck) — фильм новозеландского режиссёра Ники Каро. Поставлен по одноимённому роману новозеландской писательницы Элизабет Нокс. Картина была представлена на Международный кинофестиваль в Торонто в сентябре 2009 года.

## Сюжет
Эмоциональный рассказ о честолюбивом молодом крестьянине Собране, который посвятил жизнь винодельческому искусству. 
Юный и бедный Собран влюбляется в простую девушку Селесту, чей отец под конец жизни стал душевнобольным. Несмотря на это, пара играет свадьбу, и вскоре Господь щедро одаряет их детьми. Вскоре денежное довольство семьи улучшается, чему способствует работодатель Собрана, баронесса Аврора, а также ангел Ксас, ставший другом винодела, однако семейное горе влияет на вкус вина...

## Актёрский состав
| В ролях         |  | Персонаж         |
| --------------- |  | ---------------- |
| Жереми Ренье    |  | Собран           |
| Гаспар Ульель   |  | ангел Ксас       |
| Кейша Касл-Хьюз |  | Селеста          |
| Вера Фармига    |  | баронесса Аврора |